# آلان جوهانس
آلان جوهانس (بالإنجليزية: Alain Johannes؛ بالإسبانية: Alain Johannes) هو موسيقي ومغني وعازف قيثارة أمريكي وتشيلي، ولد في 2 مايو 1962 في سانتياغو في تشيلي.

## وصلات خارجية
- آلان جوهانس على موقع IMDb (الإنجليزية)
- آلان جوهانس على موقع ميوزك برينز (الإنجليزية)
- آلان جوهانس على موقع أول ميوزيك (الإنجليزية)
- آلان جوهانس على موقع ديسكوغز (الإنجليزية)
- آلان جوهانس على موقع قاعدة بيانات الفيلم (الإنجليزية)